# Onur Air

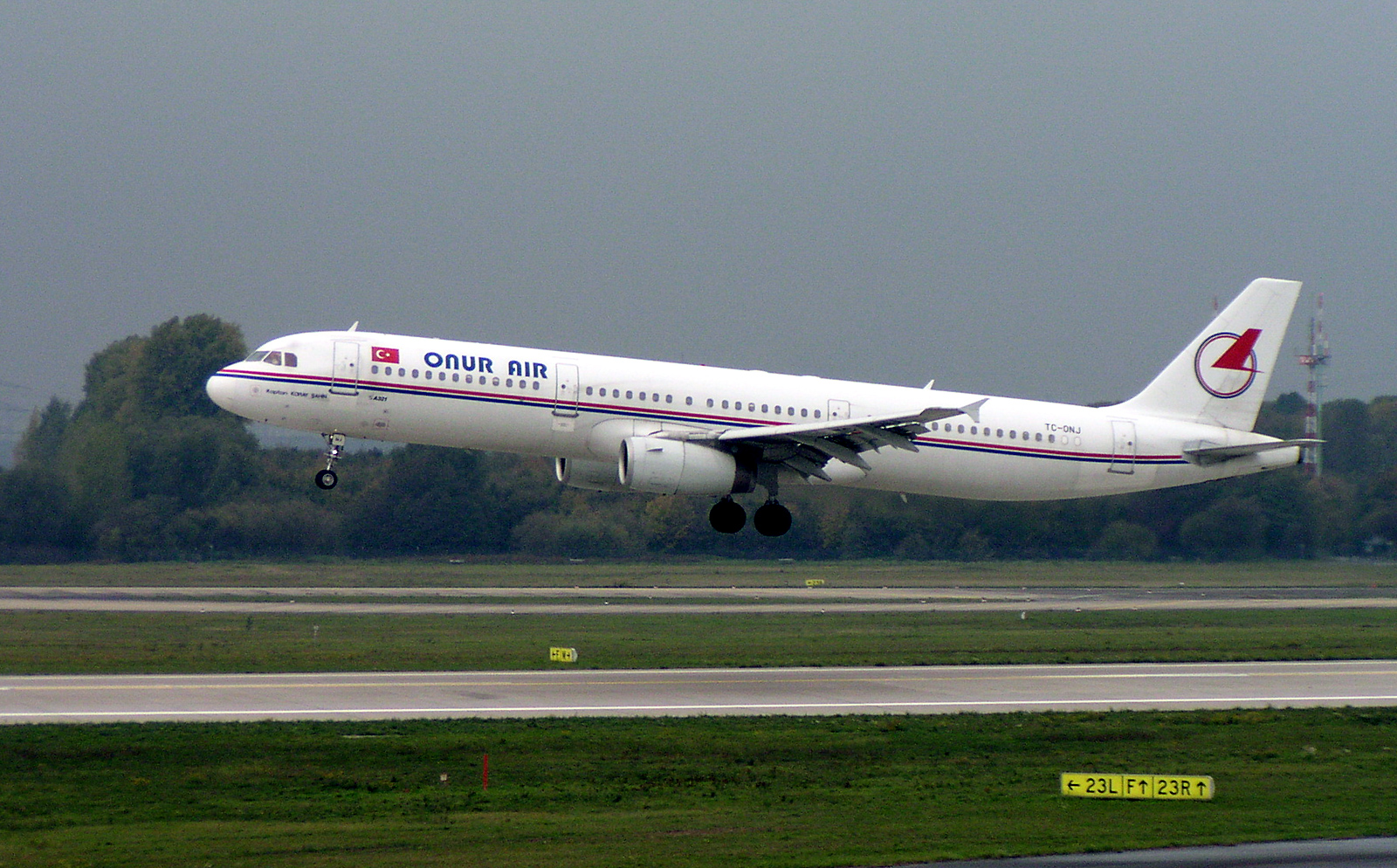
Un Airbus A321 con la livrea precedente.

Onur Air (Onur Air Taşımacılık AS) era una compagnia aerea a basso costo turca con sede a Istanbul. Operava voli domestici a basso costo, ma la maggior parte dell'attività si concentrava sull'effettuare servizi charter in tutta Europa. La sua base principale era presso il nuovo Aeroporto di Istanbul, in cui la compagnia si è trasferita nel 2018 lasciando il precedente aeroporto di Istanbul-Atatürk.

## Storia
La compagnia è stata fondata nel 1992, e ha iniziato ad operare nel maggio dello stesso anno con due aeromobili Airbus A320 in leasing. Nel 2003, a seguito della liberalizzazione del mercato aereo turco, ha lanciato i suoi servizi domestici low-cost. La proprietà era al tempo di Cankut Bagana (33,3%), Hayri İçli (33,3%) e Ünsal Tülbentçi (33,3%).
Nel giugno 2003 un MD-88 di Onur Air è uscito di pista, dopo un tentativo di annullare il decollo dall'aeroporto di Groninga-Eelde, nei Paesi Bassi. Le indagini successive hanno fatto emergere numerose violazioni delle procedure di sicurezza da parte della compagnia, portando diversi governi europei a vietare l'ingresso di Onur Air nel proprio spazio aereo.
Nel 2021 Onur Air ha interrotto le proprie operazioni. La compagnia è stata portata in tribunale da alcuni suoi dipendenti, che la accusavano di non versare gli stipendi dal 2020. Il giudice ha condannato Onur Air al risarcimento, e a seguito della sua incapacità di provvedere, ne ha dichiarato la bancarotta nell'aprile 2022.

## Flotta

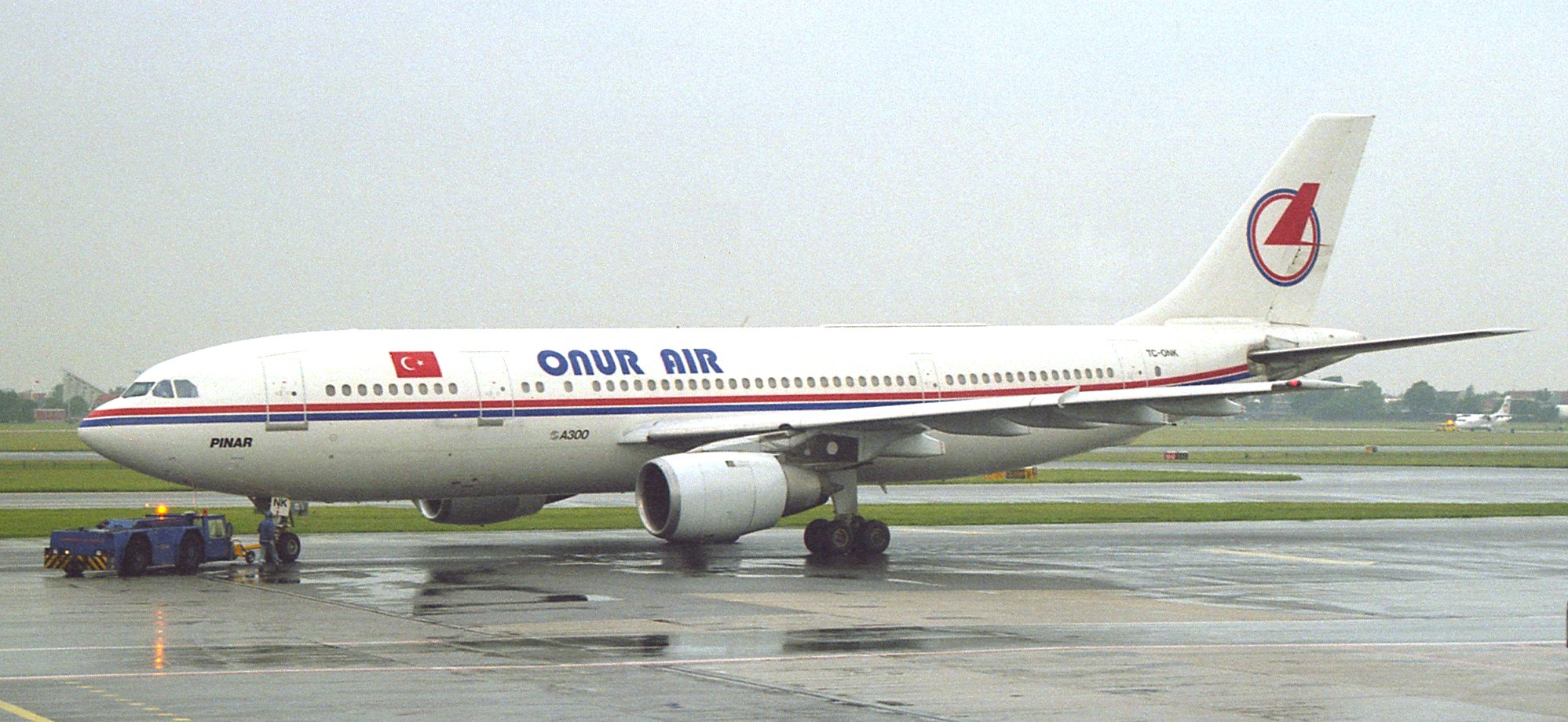
Un Airbus A300B4.

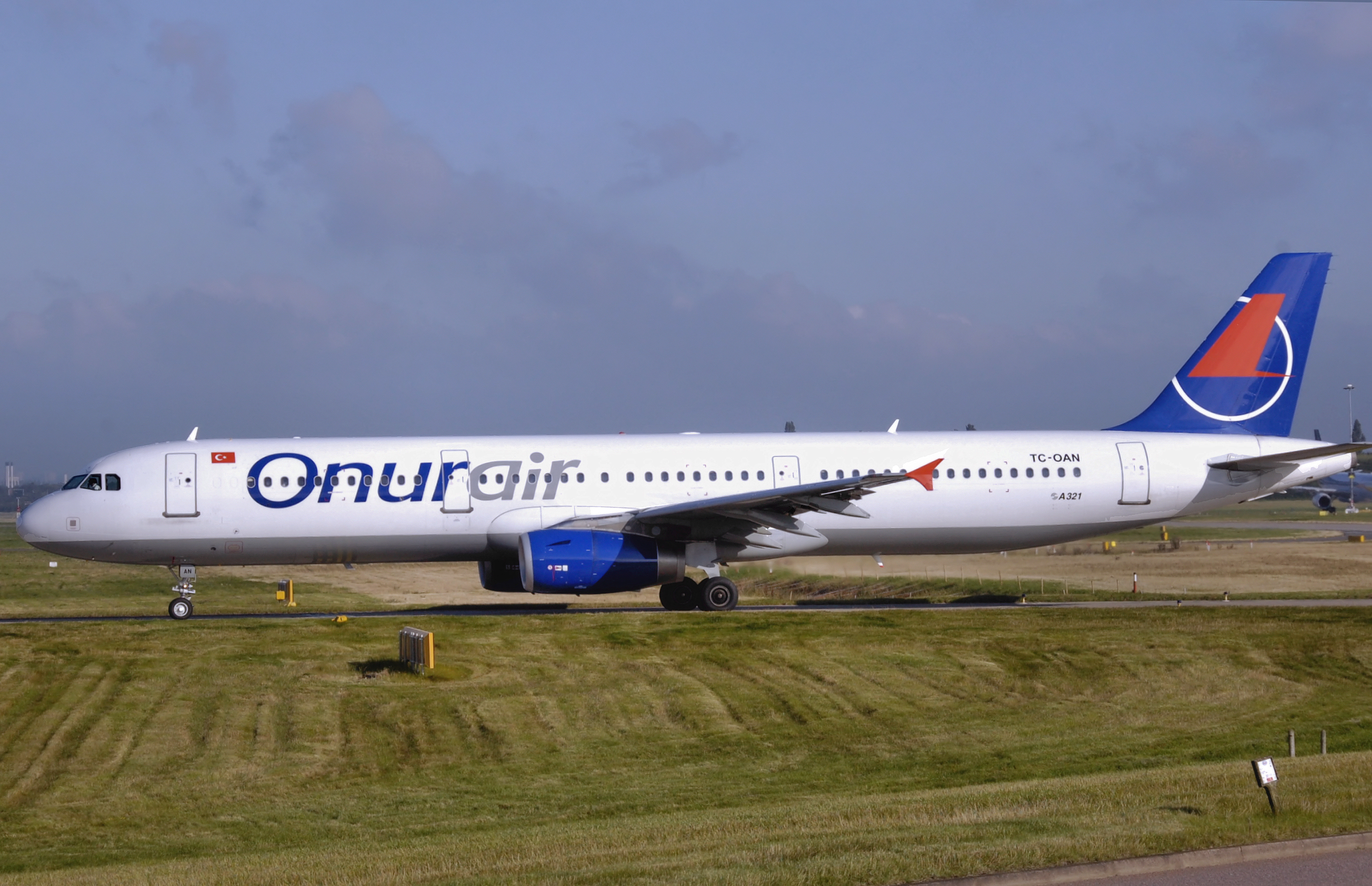
Un Airbus A321-200.

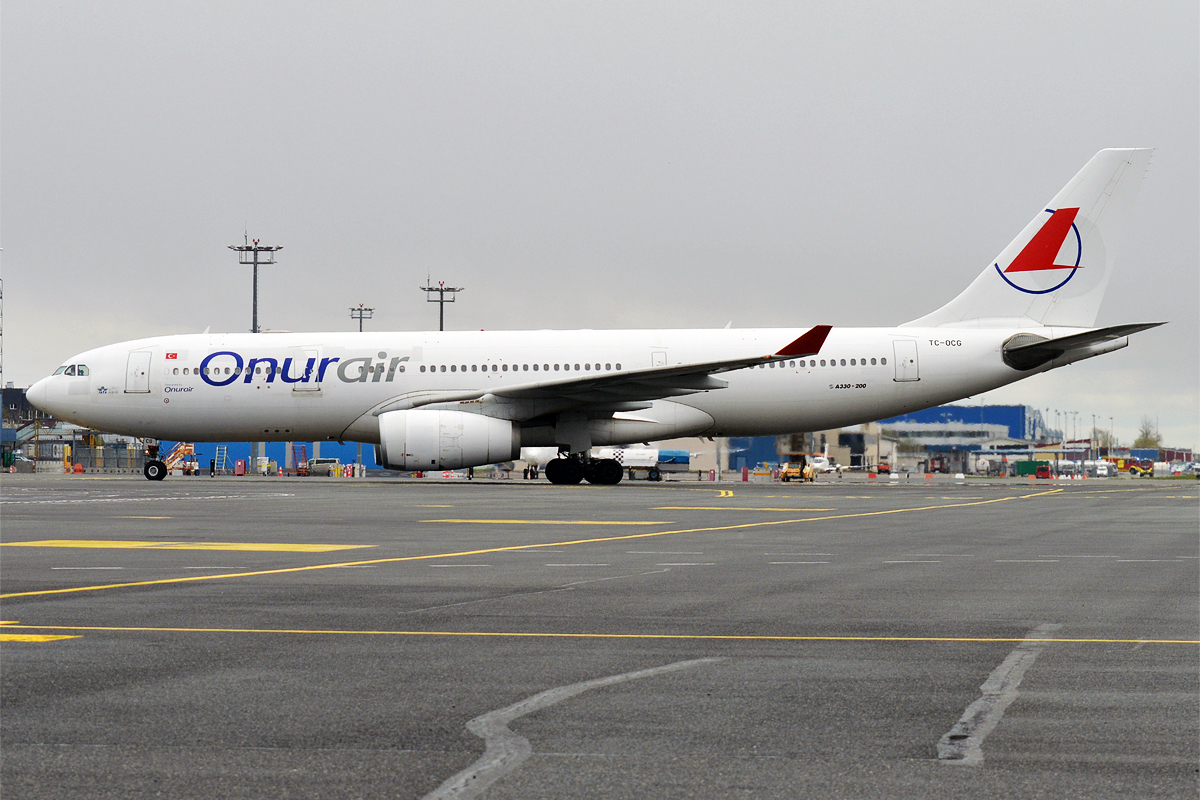
Un Airbus A330-200.

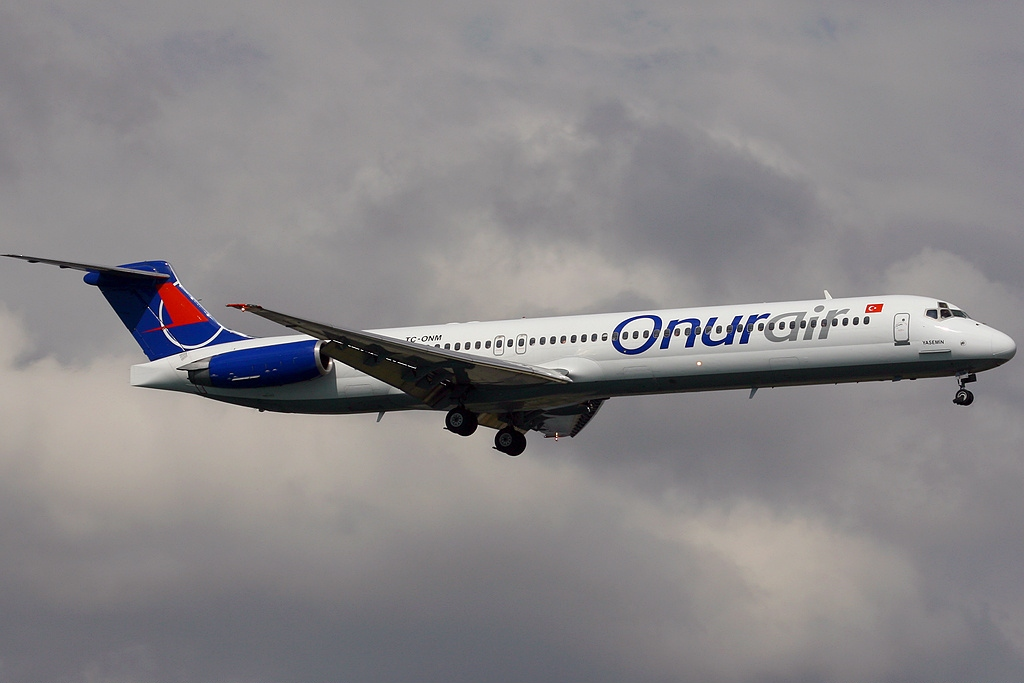
Un McDonnell Douglas MD-88.

### Flotta alla chiusura
Al termine delle operazioni nel 2020, la flotta di Onur Air includeva i seguenti aeromobili:

### Flotta storica
In totale, nel corso degli anni Onur Air ha operato con i seguenti aeromobili:

## Incidenti

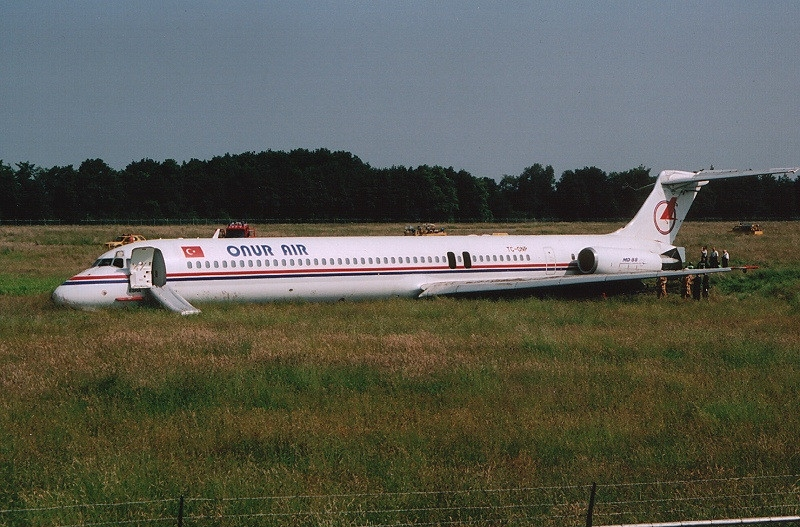
Il McDonnell Douglas MD-88 coinvolto nell'incidente.

- Il 17 giugno 2003 un McDonnell Douglas MD-88 con marche TC-ONP, è uscito di pista all'aeroporto di Groninga-Eelde. Al momento di iniziare le operazioni di decollo, un allarme ha avvisato i piloti che il trim non era configurato correttamente. Il comandante ha deciso di ignorare il segnale e decollare comunque, ma non riuscendo a far sollevare l'aeromobile, ha in seguito interrotto la manovra oltre la velocità limite (V1). Di conseguenza, l'aereo non è riuscito ad arrestarsi in tempo ed è uscito dalla pista. Le indagini hanno fatto emergere numerose criticità riguardo alle procedure di sicurezza di Onur Air, come l'errata identificazione e gestione di una configurazione sbagliata dell'aereo, oltre a gravi carenze nella fase successiva di evacuazione.[2]